# Empis gladiator
Empis gladiator är en tvåvingeart som beskrevs av Axel Leonard Melander 1902. Empis gladiator ingår i släktet Empis och familjen dansflugor.
Artens utbredningsområde är Kansas. Inga underarter finns listade i Catalogue of Life.